# Жардин-Зооложику (станция метро)
«Жарди́н-Зооло́жику» (порт. Jardim Zoológico — Зоопарк) — станция Лиссабонского метрополитена. Одна из первых одиннадцати станций метро в Лиссабоне. Находится в западной части города. Расположена на Синей линии (Линии Чайки) между станциями «Ларанжейраш» и «Праса-ди-Эшпанья». Открыта 29 декабря 1959 года. Название переводится дословно с португальского, как «зоологический сад», благодаря размещению вблизи Лиссабонского зоопарка. До 1995 года носила название «Сете-Риуш» (порт. Sete Rios). С момента открытия и до 14 октября 1988 года являлась конечной станцией Синей линии.

## Описание
Первоначально внешний вид станции был схож с остальными первыми станциями Лиссабона. В 1995 году станция была реконструирована. Платформы были удлинены до 105 метров, сооружён дополнительный вестибюль, а так же создан переход к железнодорожному вокзалу Сете-Риуш. Так же под руководством архитектора Бенолиэла ди Карвальо (порт. Benoliel de Carvalho) и художника Жулиу Ресенди (порт. Júlio Resende) был изменён дизайн станции. Главной темой стала флора и фауна. Стены подземного вестибюля были украшены цветными керамическими плитками с изображениями разнообразных животных и растений.
С тех пор станция не претерпела изменений, за исключением установки лифтов для людей с ограниченными возможностями.

## Галерея

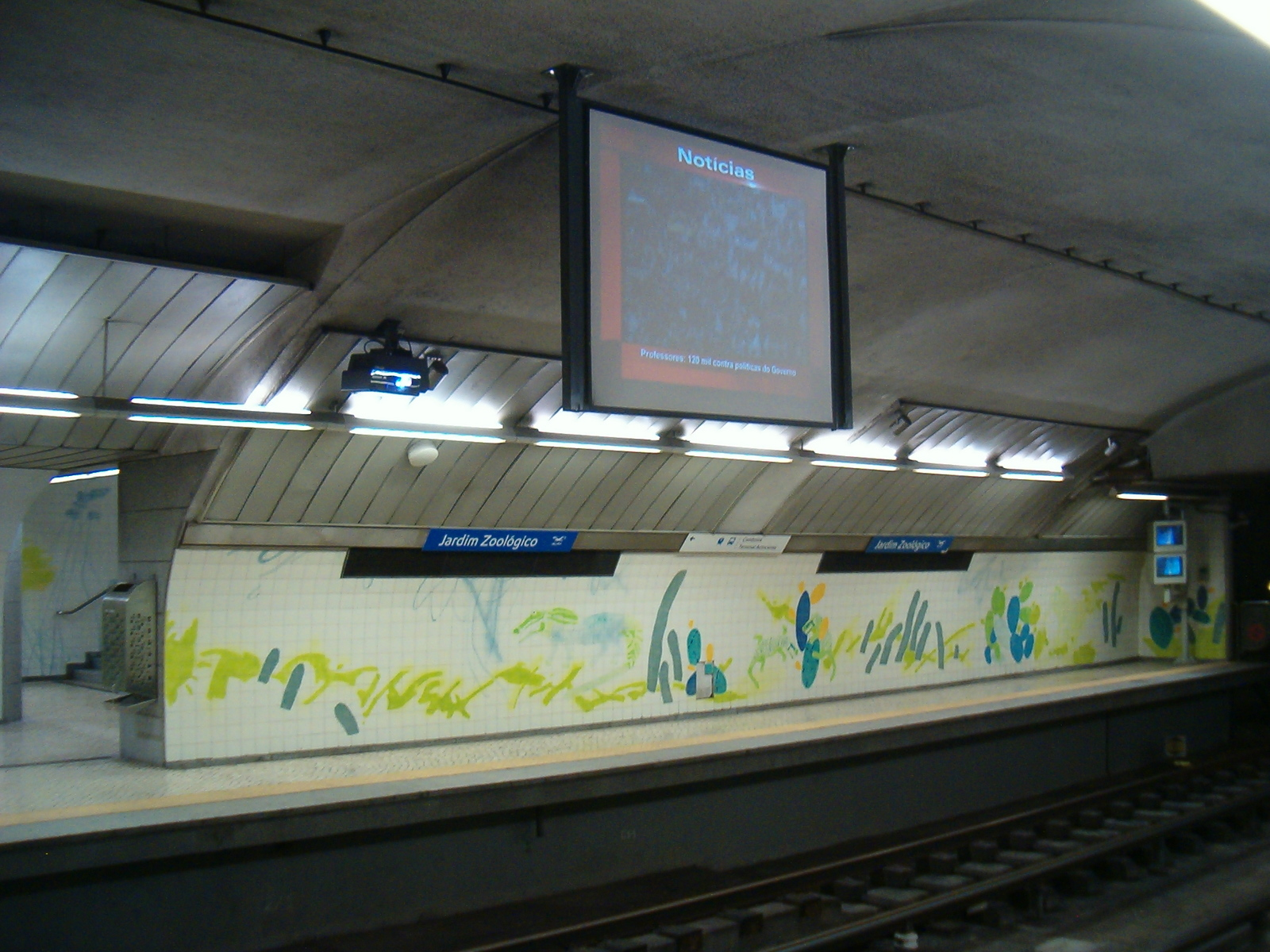
Посадочная платформа
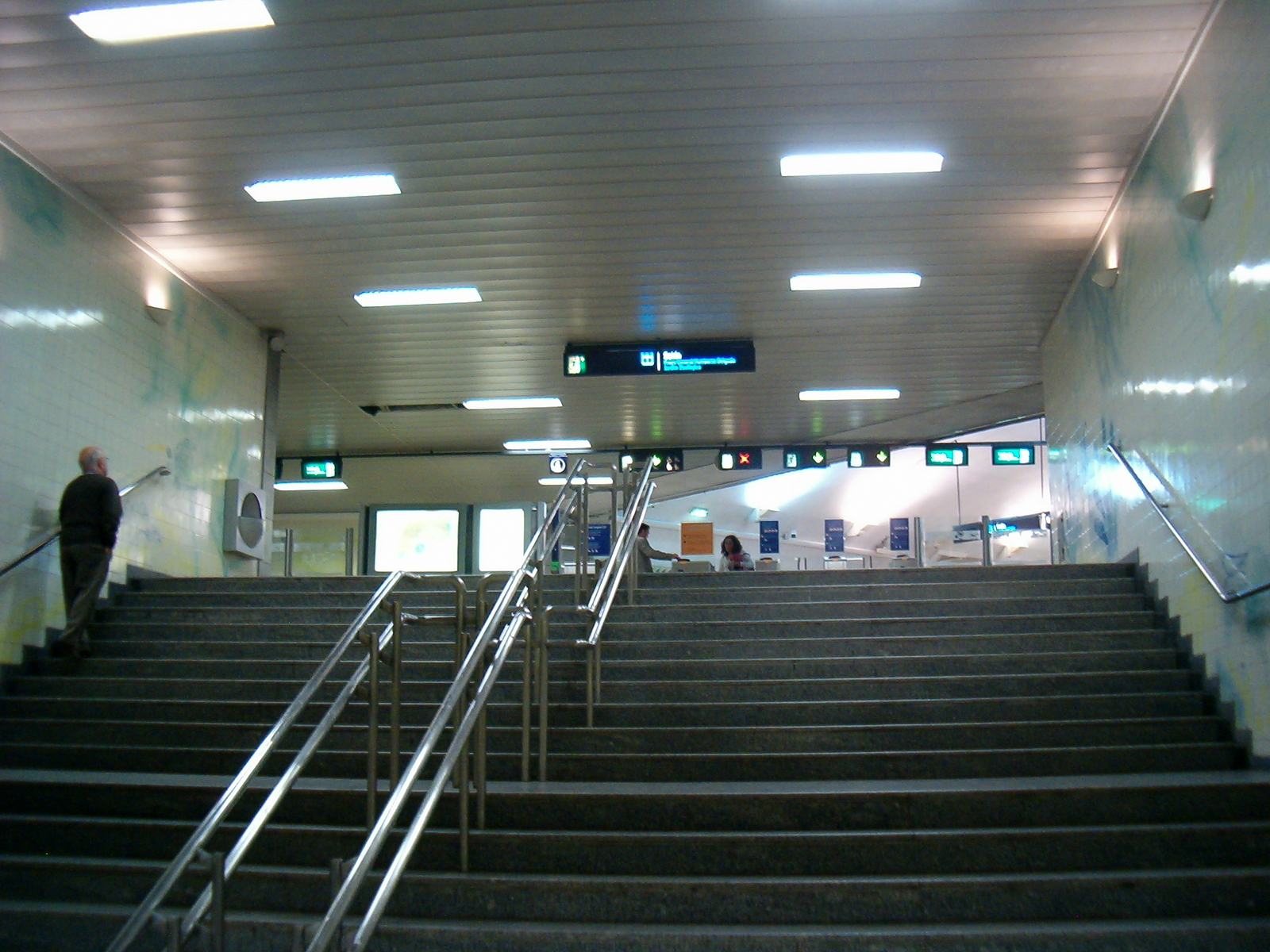
Спуск к посадочным платформам
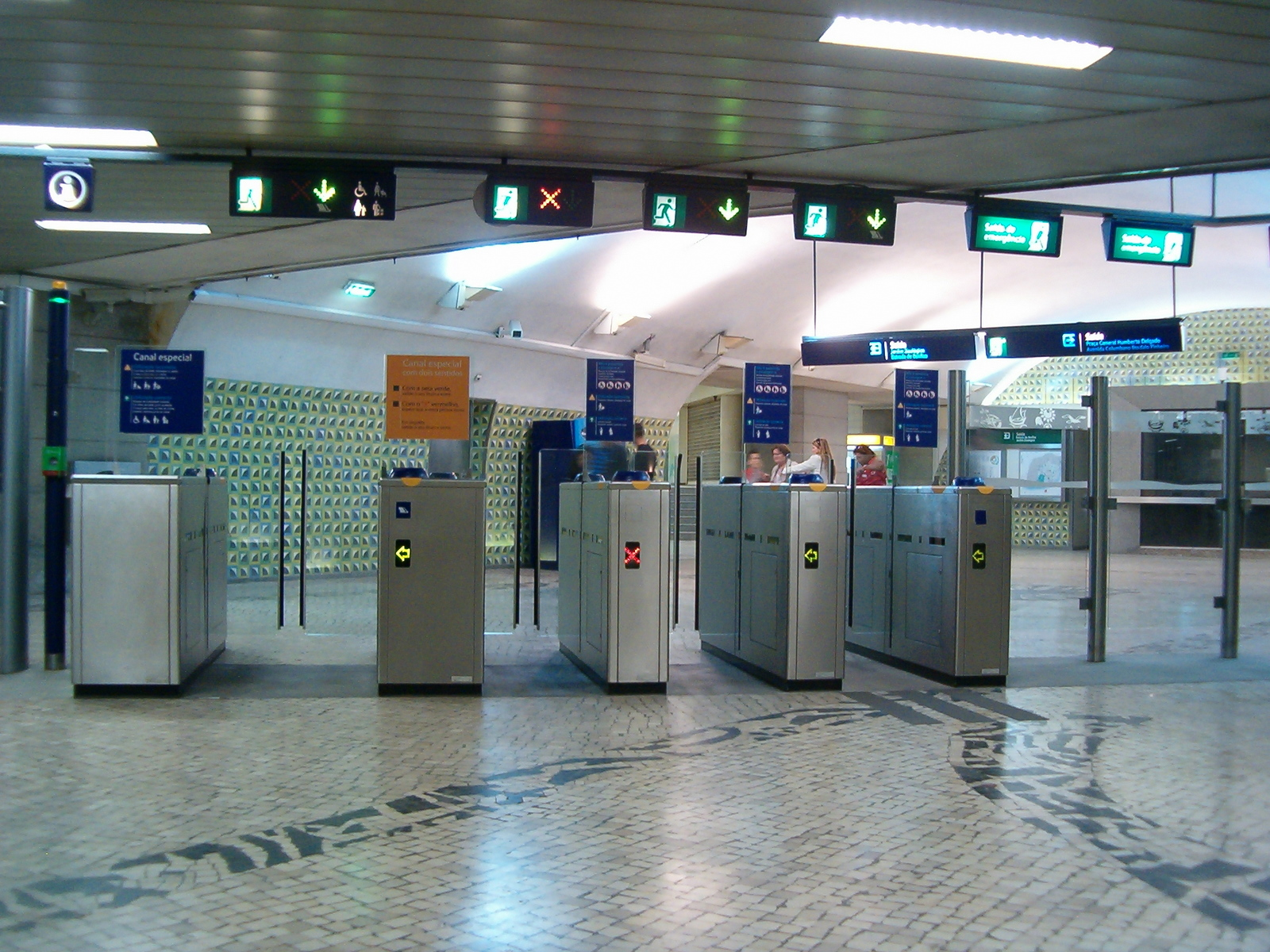
Пропускные турникеты
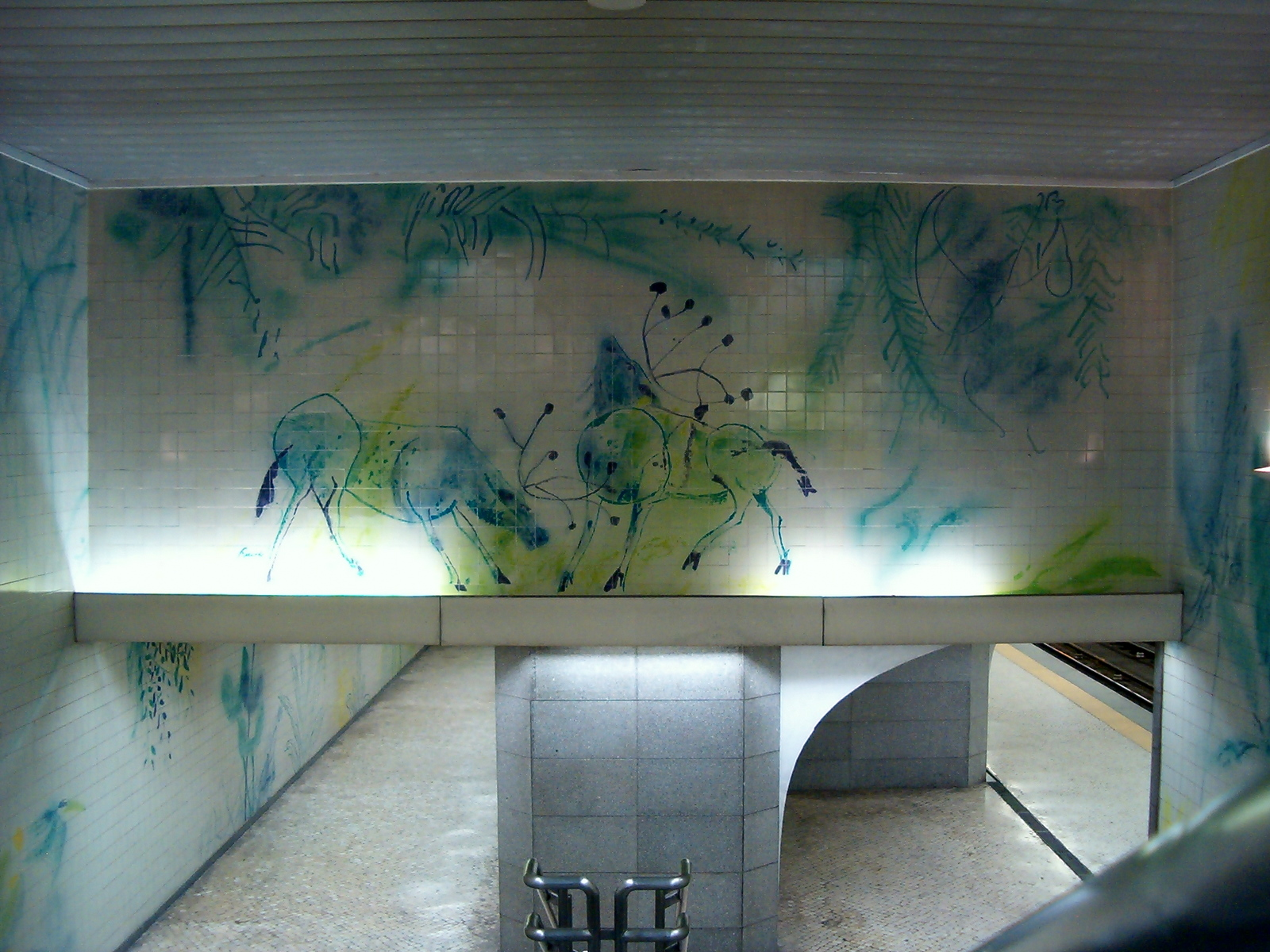
Декорация стен
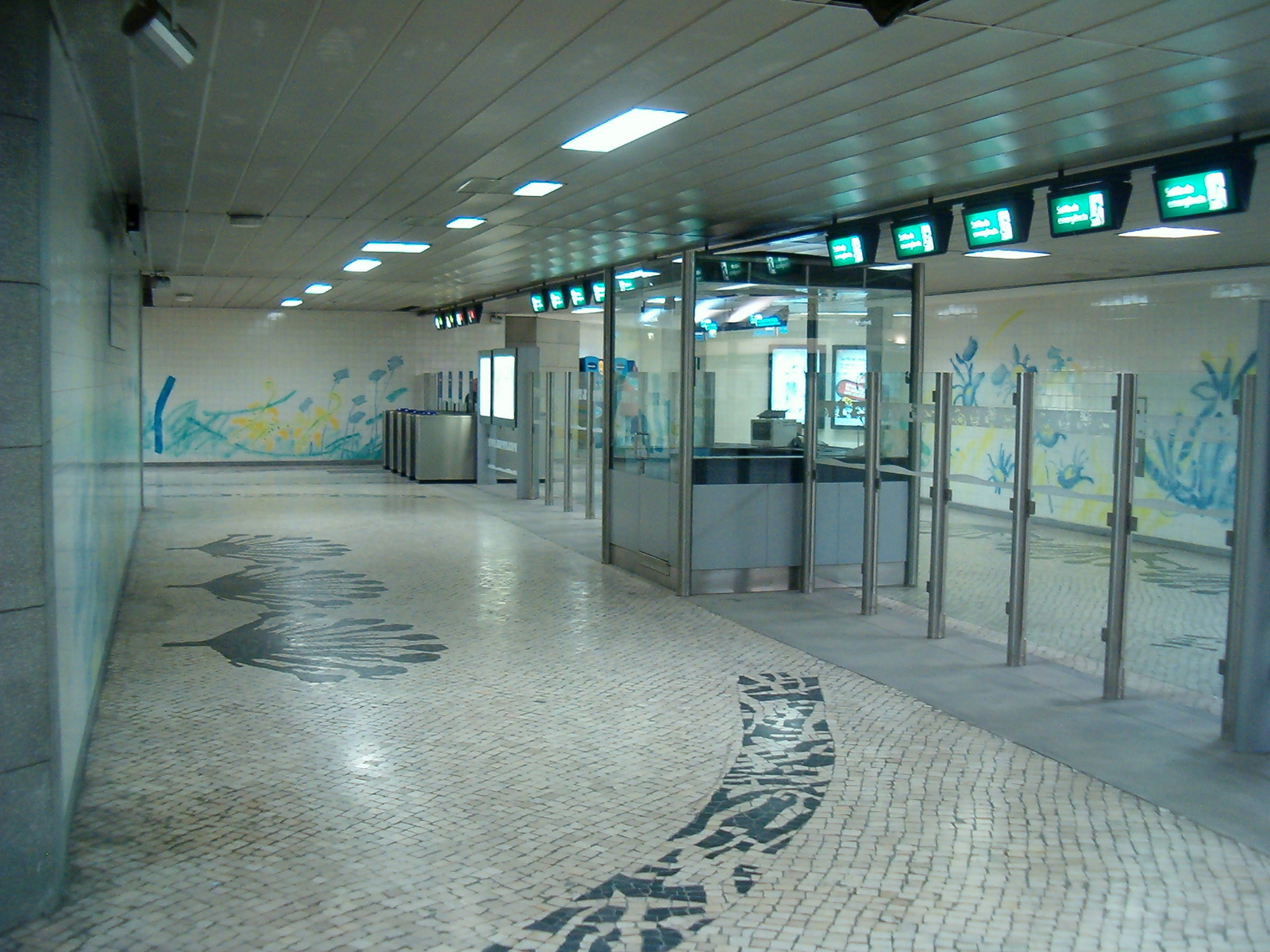
Западный вестибюль станции
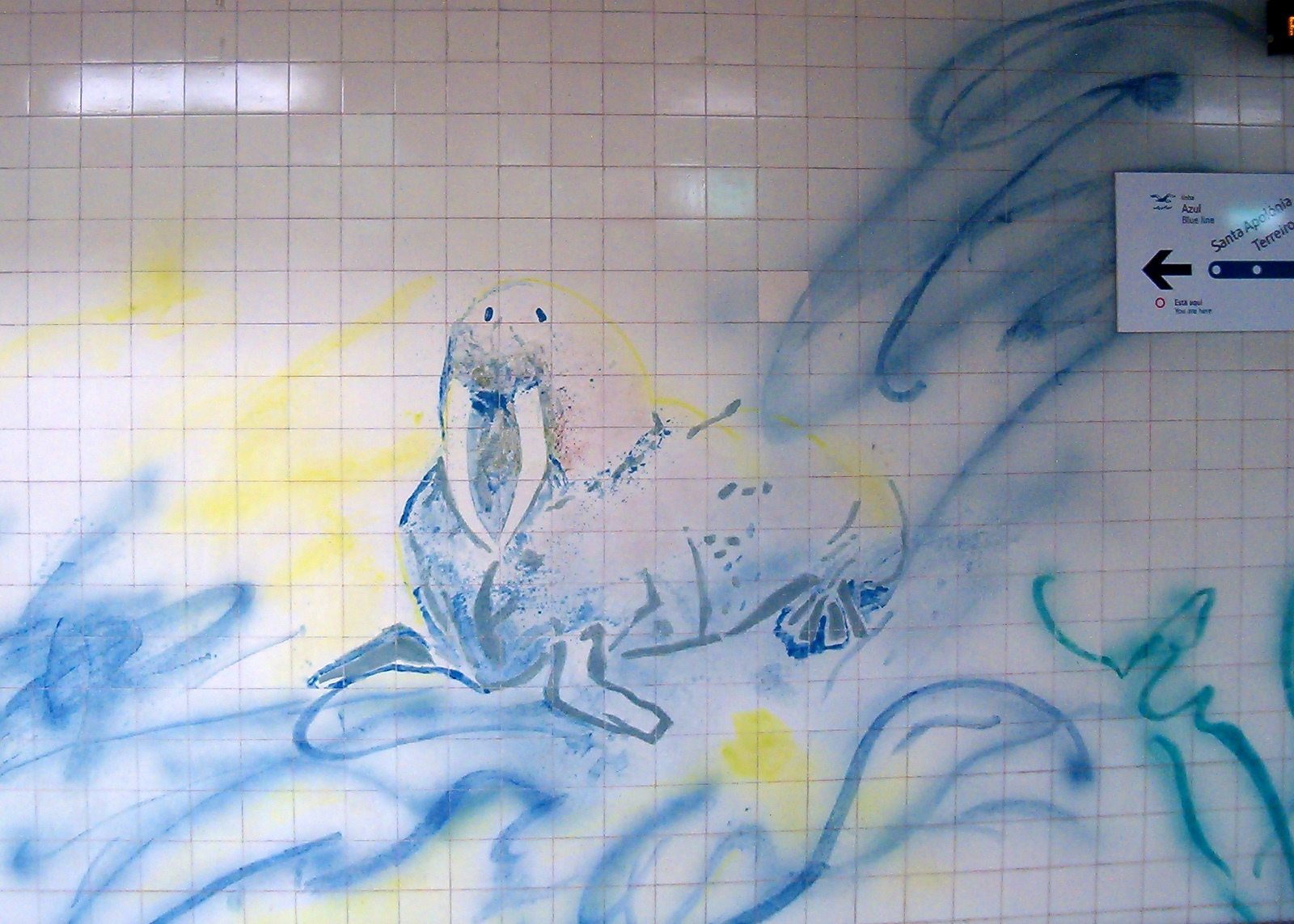
Декорация стен
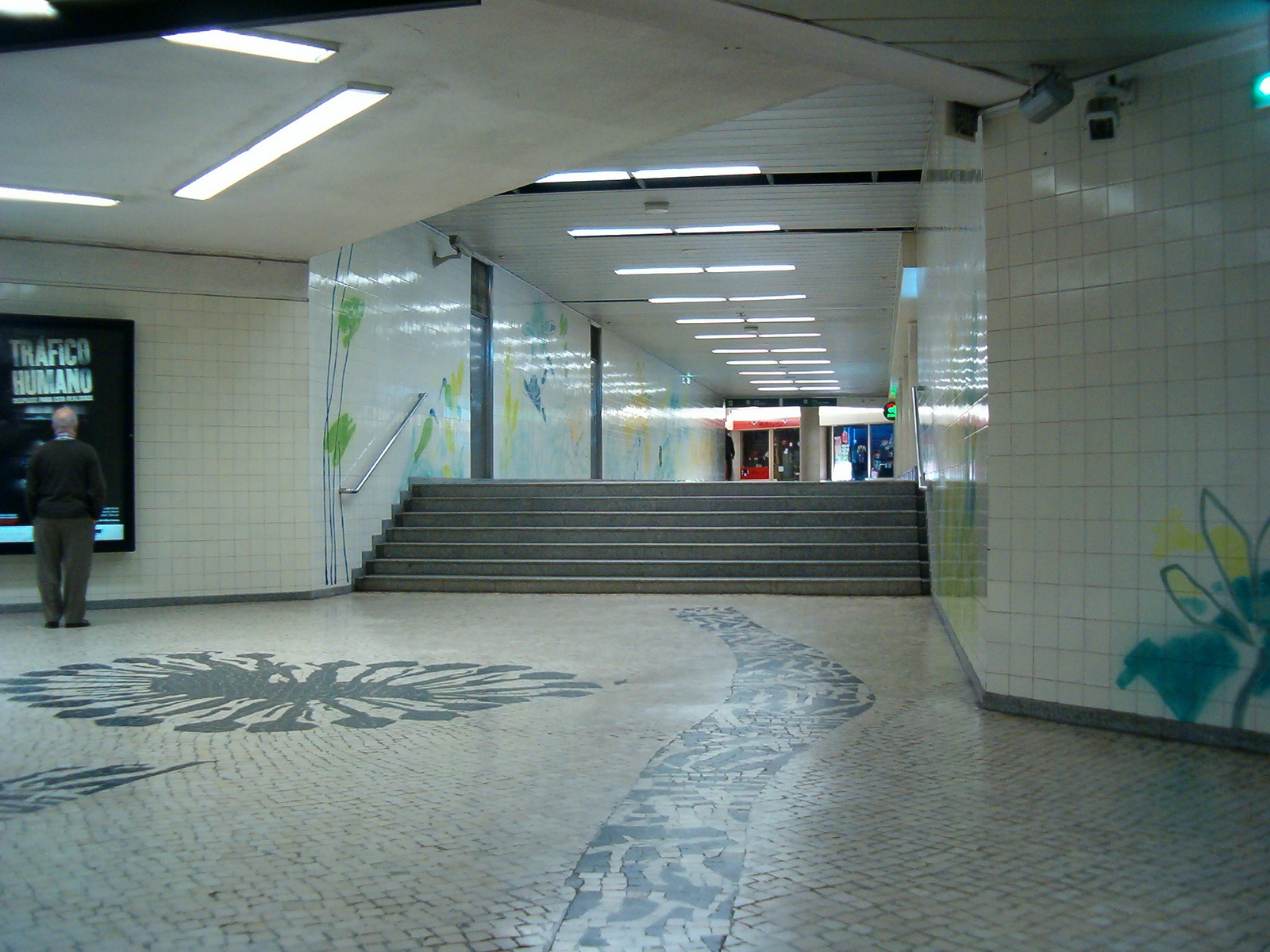
Подземный переход
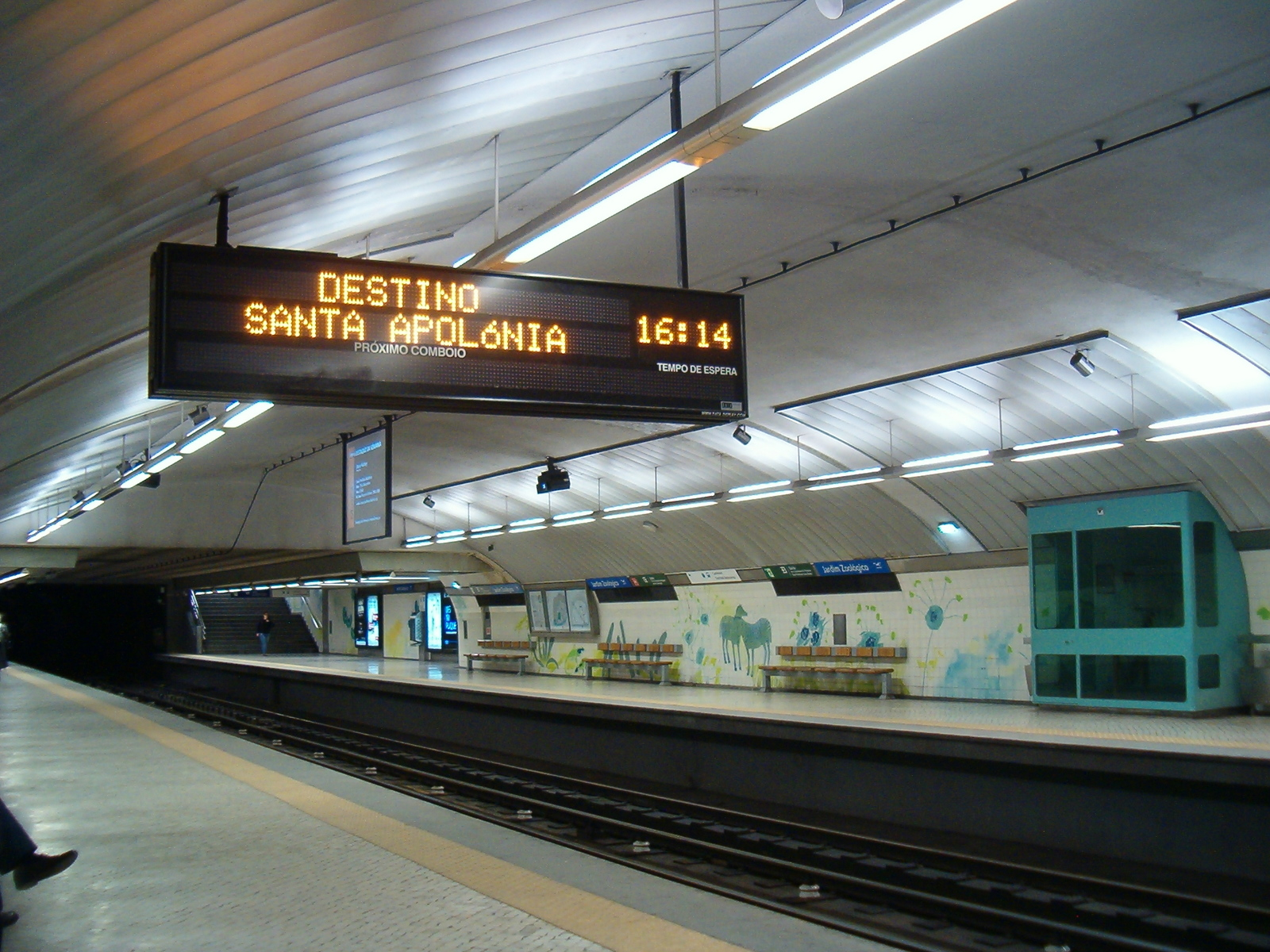
Посадочные платформы
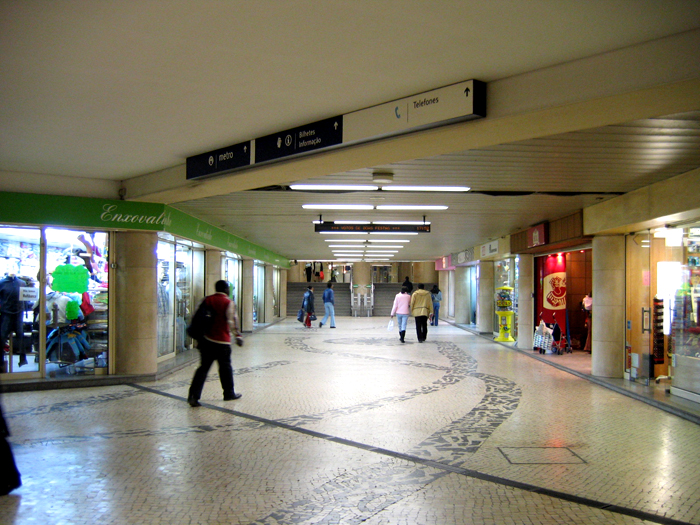
Переход к вокзалу Сете-Риуш